# Steve (hiện tượng khí quyển)

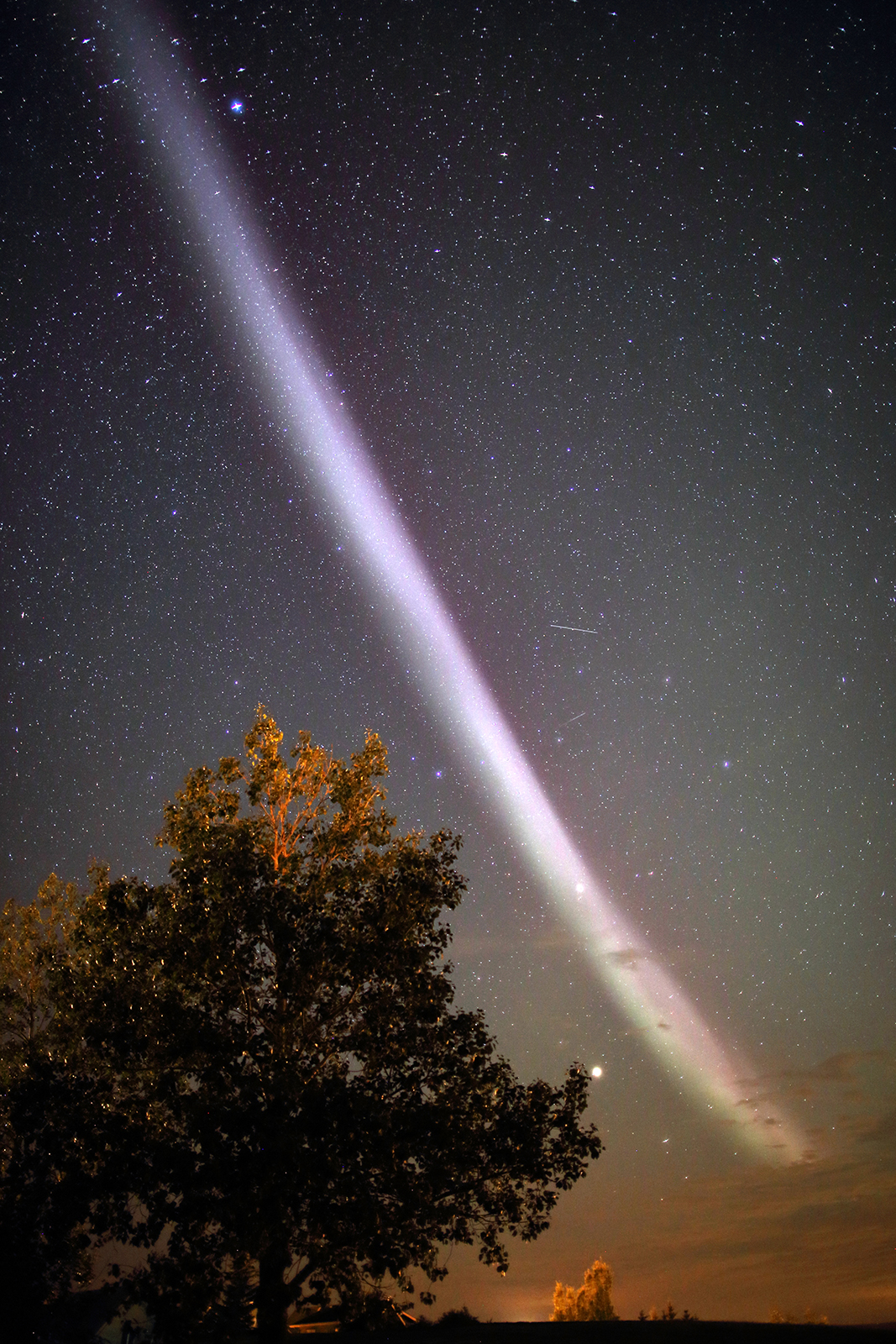
'STEVE' được chụp vào ngày 17 tháng 8 năm 2015 tại Little Bow Resort, AB, Canada.

STEVE (Strong Thermal Emission Velocity Enhancement - Sự tăng mạnh mẽ vận tốc phát xạ nhiệt) là một hiện tượng quang học trong khí quyển xuất hiện dưới dạng một dải ánh sáng màu tím và xanh lục trên bầu trời, được đặt tên vào cuối năm 2016 bởi những người quan sát cực quang từ Alberta, Canada. Theo phân tích dữ liệu vệ tinh từ nhiệm vụ thăm dò Swarm của Cơ quan Vũ trụ Châu Âu, STEVE được gây ra bởi một dải plasma nóng rộng 25 km (16 dặm) ở trên độ cao vào khoảng 450 km (280 dặm) tính từ mực nước biển, với nhiệt độ 3.000 °C (3.270 K; 5.430 °F) và tốc độ dòng chảy 6 km/s (3,7 dặm/s) (so với tốc độ 10 m/s (33 ft/s) bên ngoài dải). Hiện tượng này không hiếm, nhưng chưa được nghiên cứu kỹ trước đây. Vào tháng 8 năm 2018, các nhà nghiên cứu xác định rằng phát xạ khí của hiện tượng này không liên quan tới sự lắng đọng của các hạt điện tích (các electron hay ion) và, vì vậy, có thể được sinh ra từ trên tầng điện ly.

## Khám phá và đặt tên
STEVE đã được các nhiếp ảnh gia chụp ảnh cực quang quan sát trong nhiều thập kỷ, với một số bằng chứng cho thấy rằng các quan sát của hiện tượng có thể đã được ghi lại sớm nhất vào tận năm 1705. Tuy nhiên, chưa có sự xác định chính xác về STEVE là gì cho đến khi các thành viên của một nhóm Facebook có tên là Alberta Aurora Chasers đặt tên cho nó, gán cho nó là một dạng cực quang proton và gọi nó là "vòng cung proton". Khi giáo sư vật lý Eric Donovan từ Đại học Calgary trông thấy các bức ảnh của họ, ông đã nghi ngờ điều đó không đúng vì cực quang proton là không thể nhìn thấy được. Ông đã so sánh thời gian và vị trí của hiện tượng với dữ liệu vệ tinh của Swarm và liên hệ một trong những nhiếp ảnh gia của Alberta Aurora Chasers, Song Despins, người có ảnh không được hiển thị trên trang này. Cô ta cũng có cả tọa độ GPS từ Vimy, Alberta, giúp Donovan liên kết dữ liệu để định ra hiện tượng.
Một trong những người quan sát cực quang, nhiếp ảnh gia Chris Ratzlaff, gợi ý tên "STEVE", lấy cảm hứng từ Over the Hedge, một bộ phim hài hoạt hình năm 2006, trong đó các nhân vật của phim đã chọn đó là một cái tên tốt lành cho một cái gì đó chưa được biết đến. Phóng sự về "cực quang" bất thường chưa được mô tả ở đây đã lan truyền trên mạng nhanh chóng như một ví dụ về các nhà khoa học thường dân với dự án của họ, Aurorasaurus.
Robert Lysak, trong cuộc họp mùa thu của Liên hiệp Địa vật lý Hoa Kỳ vào tháng 12 năm 2016, đã đề xuất "Sự tăng cường mạnh mẽ vận tốc phát xạ nhiệt", Strong Thermal Emission Velocity Enhancement, như là một từ đầy đủ (backronym) của STEVE, và đã được nhóm nghiên cứu hiện tượng tại Trung tâm Chuyến bay Vũ trụ Goddard của NASA thông qua.

## Sự xuất hiện và nguyên nhân
STEVE có thể được phát hiện ở các vùng gần xích đạo hơn cực quang, và tới tháng 3 năm 2018 nó đã được quan sát tại Vương quốc Anh, Canada, Alaska, các bang phía Bắc Hoa Kỳ, và New Zealand. STEVE xuất hiện dưới dạng một vòng cung hẹp kéo dài tới hàng trăm tới hàng triệu dặm, dọc theo hướng đông-tây. STEVE thường diễn ra trong từ 20 phút tới 1 tiếng đồng hồ. Tính tới tháng 3 năm 2018, STEVE chỉ được phát hiện thấy khi có cực quang cùng xuất hiện. STEVE không được quan sát trong khoảng thời gian từ tháng 10 năm 2016 tới tháng 2 năm 2017, hoặc từ tháng 10 năm 2017 tới tháng 2 năm 2018, dẫn đến việc NASA tin rằng STEVE có thể chỉ xuất hiện trong một số các mùa nhất định trong năm.
Một nghiên cứu được xuất bản vào tháng 3 năm 2018 bởi Elizabeth A MacDonald và các đồng tác giả khác được bình duyệt trên tạp chí Science Advances cho rằng STEVE đi kèm với sự trôi dạt ion cận cực quang (SAID), một dòng chuyển động nhanh của các hạt điện tích cực nóng. STEVE đánh dấu biểu hiện thị giác lần đầu tiên quan trắc được đi kèm với SAID. Vào tháng 8 năm 2018, các nhà nghiên cứu xác định rằng ánh sáng khí rực rỡ của hiện tượng này không liên quan đến sự kết tủa hạt (electron hoặc ion) và do đó, có thể được tạo ra trong tầng điện ly.

### Mối liên hệ với cực quang dạng hàng rào
STEVE thường hay được quan sát thấy, mặc dù không phải luôn luôn, phía trên một cực quang dạng "hàng rào" (picket-fence aurora) màu xanh lá cây. Mặc dù cực quang dạng hàng rào được gây ra bởi sự kết tủa các electron, chúng xuất hiện ở ngoài vùng oval cực quang và do đó sự hình thành của chúng là khác so với cực quang thông thường. Nghiên cứu cũng chỉ ra rằng những hiện tượng này xảy ra đồng thời ở cả hai bên bán cầu. Cực quang dạng hàng rào đã được trông thấy mà không có quan sát STEVE.
Sự phát xạ màu xanh lá cây dường như có liên quan đến các dòng xoáy trong dòng chảy siêu thanh của các hạt mang điện, tương tự như dòng xoáy được nhìn thấy trong một con sông, di chuyển chậm hơn so với dòng nước xung quanh chúng. Các hàng màu xanh lá trong hàng rào cực quang di chuyển chậm hơn các cấu trúc hình dạng trong phổ phát xạ màu tím của STEVE, và một số nhà khoa học đã suy đoán rằng chúng có thể được gây ra bởi sự hỗn loạn trong chuyển động của các hạt tích điện từ không gian.